# Paradoxorhyncha
Paradoxorhyncha is een geslacht van uitgestorven kreeftachtigen uit de klasse van de Ostracoda (mosselkreeftjes).

## Soorten
- Paradoxorhyncha australiensis (Chapman, 1904) Malz & Oertli, 1993 †
- Paradoxorhyncha foveolata Chapman, 1904 †
- Paradoxorhyncha jurassica (Chapman, 1904) Malz & Oertli, 1993 †